# لاريسا هاريسون
لاريسا هاريسون (بالإنجليزية: Larissa Harrison)‏ هي لاعبة كرة الشبكة نيوزيلندية، ولدت في 5 يناير 1990.